# Фредерік Вільям Робертсон
Фредерік Вільям Робертсон (англ. Frederick William Robertson; 1816—1853) — англійський богослов Великої Британії XIX століття.

## Біографія
Фредерік Вільям Робертсон народився 3 лютого 1816 року у місті Лондон. Спочатку навчався в Единбурзькій Академії, потім продовжив навчання в Единбузькому університеті.
Був проповідником в Брайтоні; вважається одним з найбільш видатних англійських гомілетів XIX століття. Релігійна думка Робертсона переходила від «католизаційного пьюзеїзму» до більш вільної точки зору «Low Church», метою якої є практичне благочестя, і, нарешті, до навчання «Broad Church» (вільний критичний напрямок).
Серед найбільш відомих теологічних працб Ф. В. Робертсона: «Sermons», «Expository lectures on Genesis and on the Epistles to the Corinthians» і «Miscellaneous addresses».
Фредерік Вільям Робертсон помер 15 серпня 1853 року.